# Liu Yuanyuan
Dans ce nom chinois, le nom de famille, Liu, précède le nom personnel.
Pour les articles homonymes, voir Liu.
Liu Yuanyuan (chinois simplifié : 柳圆圆), née le 17 mars 1982, est une biathlète et fondeuse chinoise. Elle a démarré le biathlon au niveau international en 1999, puis s'est consacrée entre 2005 et 2007 au ski de fond avant de revenir au biathlon.

## Biographie
Elle obtient son unique podium dans la Coupe du monde de biathlon en 2009 au relais de Whistler.

## Palmarès en ski de fond

### Jeux olympiques
| Épreuve / Édition | Turin 2006 |
| Poursuite         | 32e        |
| 30 km             | 45e        |
| Relais            | 16e        |

### Coupe du monde
- Meilleur classement général : 53e en 2007.
- Meilleure performance individuelle : 4e.

## Palmarès en biathlon

### Coupe du monde
- Meilleur classement général : 71e en 2009.
- Meilleure performance individuelle : 12e.
- 1 podium en relais : 1 deuxième place.

### Championnats du monde junior
- Médaille de bronze du relais en 2000.